# Invasão do Afeganistão pelos Estados Unidos
A invasão do Afeganistão pelos Estados Unidos ocorreu após os ataques de 11 de setembro no final de 2001, apoiado por aliados próximos. O conflito também foi conhecido como guerra dos Estados Unidos no Afeganistão.  Os seus objetivos públicos eram desmantelar a Al-Qaeda, e negar-lhes uma base segura de operações no Afeganistão removendo o Talibã do poder. O Reino Unido foi um aliado fundamental dos Estados Unidos, oferecendo suporte para a ação militar desde o início dos preparativos para a invasão. Em agosto de 2003, a OTAN envolveu-se como uma aliança, que assumiu o comando da Força Internacional de Assistência à Segurança.
O presidente dos Estados Unidos George W. Bush exigiu que o Taliban entregasse Osama bin Laden e expulsasse a al-Qaeda, bin Laden já estava sendo procurado pela ONU desde 1999. O Taliban se recusou a extraditá-lo, a menos que lhes fossem dado o que eles consideravam provas convincentes do seu envolvimento nos ataques de 11 de setembro  e ignoraram demandas para fechar bases terroristas e entregar outros suspeitos de terrorismo além de bin Laden. O pedido foi indeferido pelos Estados Unidos como uma manobra dilatória sem sentido e lançaram a Operação Enduring Freedom em 7 de outubro de 2001 com o Reino Unido. Os dois se juntaram posteriormente a outras forças, incluindo a Aliança do Norte. Os Estados Unidos e seus aliados expulsaram o Taliban do poder e construíram bases militares perto de grandes cidades em todo o país. A maioria dos membros da al-Qaeda e do Taliban não foram capturados, fugindo para o vizinho Paquistão ou se retirando para regiões montanhosas rurais ou remotas.
Em dezembro de 2001, o Conselho de Segurança das Nações Unidas criou a Força Internacional de Assistência à Segurança (ISAF), para supervisionar as operações militares no país e treinar a Força de Segurança Nacional Afegã. Na Conferência de Bonn, em dezembro de 2001, Hamid Karzai foi escolhido para chefiar a Autoridade Interina Afegã, que depois de uma loya jirga de 2002 em Cabul tornou-se a Administração Transitória do Afeganistão. Nas eleições populares de 2004, Karzai foi eleito presidente do país, agora nomeado República Islâmica do Afeganistão.
Em 2003, a OTAN assumiu a liderança da ISAF . Uma parte das forças dos Estados Unidos no Afeganistão operavam sob o comando da OTAN; o restante permaneceu sob comando direto dos Estados Unidos. O líder talibã Mulá Omar reorganizou o movimento e, em 2003, lançou uma insurgência contra o governo e a ISAF.

## Antecedentes

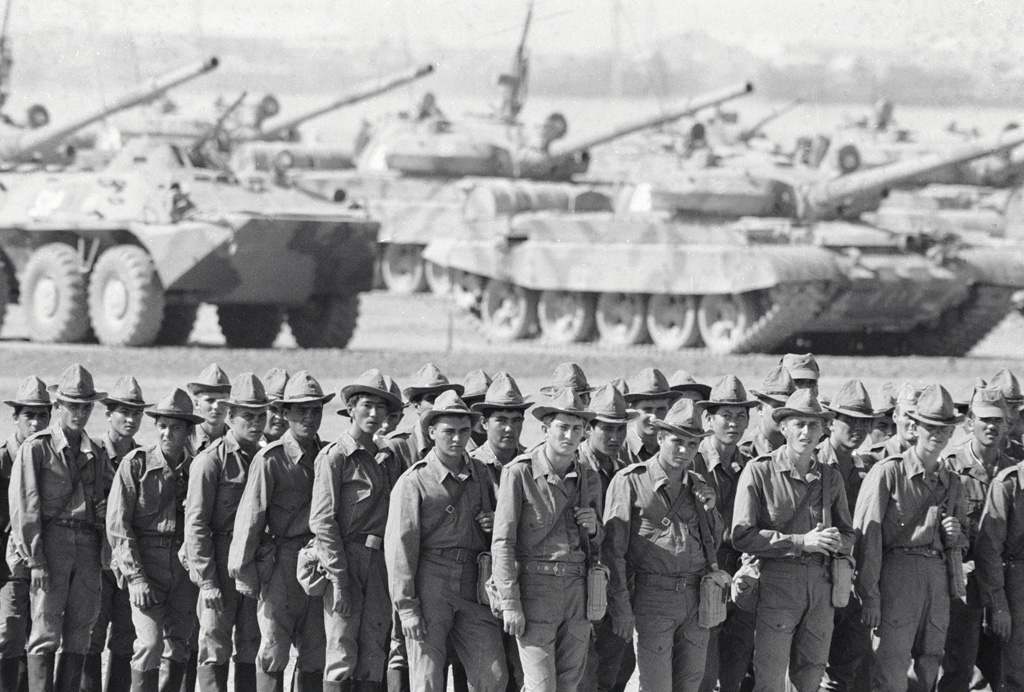
Tropas soviéticas em 1986, durante a guerra soviética no Afeganistão.

A ordem política do Afeganistão começou a romper com a derrubada do rei Zahir Shah por seu primo Mohammed Daoud Khan em um golpe de Estado em 1973. Daoud Khan servia como primeiro-ministro desde 1953 e havia promovido modernização econômica, emancipação das mulheres e o nacionalismo pashtun. Isto ameaçava o vizinho Paquistão, confrontado com a sua própria população pashtun inquieta. Em meados da década de 1970, primeiro-ministro paquistanês Zulfikar Ali Bhutto passou a encorajar os líderes islâmicos afegãos, como Burhanuddin Rabbani e Gulbuddin Hekmatyar, para lutar contra o regime. Em 1978, Daoud Khan foi morto em um golpe de Estado pelo Partido Comunista do Afeganistão, seu antigo parceiro no governo, conhecido como Partido Democrático do Povo do Afeganistão (PDPA). O PDPA pressionou para uma transformação socialista, abolindo casamentos arranjados, promovendo a alfabetização em massa e reformando a propriedade de terra. Isto minou a ordem tribal tradicional e provocou a oposição de líderes islâmicos em todas as áreas rurais. A repressão do novo governo foi recebida com rebelião aberta, além disso o PDPA estava assolado por diferenças internas de liderança e ficou enfraquecido por um golpe palaciano em 11 de setembro de 1979, quando Hafizullah Amin derrubou Nur Muhammad Taraki. A União Soviética, interveio militarmente três meses depois, para depor Amin e instalar outra facção liderada por Babrak Karmal.
A entrada da União Soviética no Afeganistão em dezembro de 1979 levou seus rivais da Guerra Fria - Estados Unidos, Paquistão, Arábia Saudita e China - a apoiar os rebeldes que lutavam contra a República Democrática do Afeganistão, apoiada pelos soviéticos. Em contraste com o governo secular e socialista, que controlava as cidades, os mujahideen religiosamente motivados dominavam grande parte da zona rural. Ao lado de Rabbani, Hekmatyar e Khan, outros comandantes mujahedin incluíram Jalaluddin Haqqani. A CIA trabalhou em estreita colaboração com o Inter-Services Intelligence do Paquistão para canalizar um apoio externo para os mujahideen. A guerra também atraiu voluntários árabes, conhecidos como "árabes afegãos", incluindo Osama bin Laden.

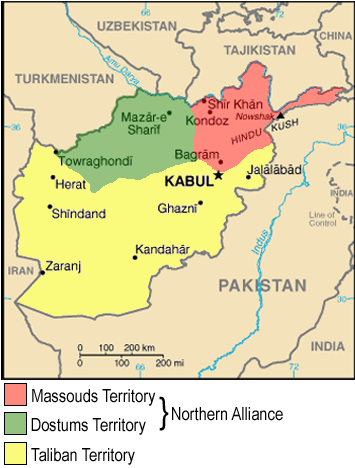
Territórios controlados pelas partes beligerantes em 1996.

Após a retirada dos militares soviéticos do Afeganistão em maio de 1989, o regime do PDPA sob Mohammad Najibullah foi mantido até 1992, quando o colapso da União Soviética privou o regime de ajuda, e a deserção do general uzbeque Abdul Rashid Dostum removeu a aproximação para Cabul. Com o cenário político livre dos socialistas afegãos, os demais senhores da guerra islâmicos disputavam poder. Até então, bin Laden havia deixado o país e o interesse dos Estados Unidos no Afeganistão também diminuiu.
Em 1992, Rabbani se tornou oficialmente presidente do Estado Islâmico do Afeganistão, mas teve que lutar com outros senhores da guerra pelo controle de Cabul. No final de 1994, o ministro da Defesa de Rabbani, Ahmad Shah Massoud derrotou Hekmatyr em Cabul e encerrou o bombardeamento contínuo da capital. Massoud tentou iniciar um processo político em todo o país com o objetivo de consolidação nacional. Outros senhores da guerra, incluindo Ismail Khan, no oeste, e Dostum, no norte, mantiveram seus feudos.
Em 1994, Mulá Omar, um mujahideen pashtun, que ensinava a uma madrassa paquistanesa, voltou a Kandahar e fundou o Taliban. Seus seguidores eram estudantes religiosos, conhecidos como Talib e buscavam acabar com senhores da guerra por meio da adesão rigorosa para a lei islâmica. Em novembro de 1994, o Talibã capturou toda a província de Kandahar; recusou uma oferta do governo para participar em um governo de coalizão e marchou em Cabul, em 1995.

### Emirado do Talibã vs. Aliança do Norte
As primeiras vitórias do Talibã, em 1994, foram seguidas por uma série de derrotas dispendiosas. O Paquistão forneceu um forte apoio para o Talibã. Analistas como Amin Saikal descreveram o grupo como o desenvolvimento em uma força proxy pelos interesses regionais do Paquistão, o que os talibãs negaram. O Taliban começou a bombardear Cabul no início de 1995, mas foram rechaçados por Massoud.
Em 27 de setembro de 1996, o Talibã, com apoio militar do Paquistão e o apoio financeiro da Arábia Saudita, tomou Cabul e fundou o Emirado Islâmico do Afeganistão.  Eles impuseram sua interpretação fundamentalista do Islã em áreas sob seu controle, emitindo decretos proibindo mulheres de trabalhar fora de casa, frequentar escola, ou deixar suas casas a menos que acompanhadas por um parente do sexo masculino. De acordo com o especialista paquistanês Ahmed Rashid, "entre 1994 e 1999, cerca de 80 000 a 100 000 paquistaneses treinaram e lutaram no Afeganistão" ao lado dos talibãs.
Massoud e Dostum, antigos arqui-inimigos, criaram uma Frente Unida contra o Taliban, vulgarmente conhecida como Aliança do Norte. Além da força tajique de Massoud e da força uzbeque de Dostum, a Frente Unida incluiu facções hazaras e forças pashtuns, sob a liderança de comandantes, como Abdul Haq e Haji Abdul Qadir. Abdul Haq também reuniu um número limitado de pashtuns desertados do Taliban. Ambos concordaram em trabalhar juntos com o rei afegão exilado Zahir Shah. A Aliança do Norte recebeu vários graus de apoio da Rússia, Irã, Tajiquistão e Índia. O Taliban capturaria Mazar-i-Sharif, em 1998, e Dostum passaria para o exílio.
De acordo com a Organização das Nações Unidas (ONU), o Talibã, enquanto tentava consolidar o controle sobre o norte e oeste do Afeganistão, cometeu massacres sistemáticos contra civis. Oficiais da ONU afirmaram que houve "15 massacres" entre 1996 e 2001. O Taliban visava especialmente os hazaras xiitas.
Em 2001, o Talibã controlava até 90% do país, com a Aliança do Norte confinada a cantos no nordeste do país. Lutando ao lado das forças do Talibã estavam 28 000-30 000 paquistaneses e 2 000-3 000 militantes da al-Qaeda. Muitos dos paquistaneses foram recrutados de madrassas. Um documento de 1998 pelo Departamento de Estado dos Estados Unidos confirmou que "20-40 por cento dos soldados [regulares] do Taliban são paquistaneses".

### al-Qaeda
Em agosto de 1996, bin Laden foi forçado a deixar o Sudão e chegou em Jalabad, Afeganistão. Ele tinha fundado a al-Qaeda no final de 1980 para apoiar a guerra dos mujahideen contra os soviéticos, mas ficou desiludido pelas lutas internas entre os senhores da guerra. Ele aumentou sua proximidade com Mulá Omar e moveu as operações da al Qaeda para o leste do Afeganistão.
A Comissão do 11 de Setembro nos Estados Unidos relatou descobrir que, sob o Talibã, a al-Qaeda foi capaz de usar o Afeganistão como um lugar para treinar e doutrinar combatentes, importar armas, coordenar com outros jihadistas, e traçar ações terroristas. Enquanto a al-Qaeda manteve seus próprios campos no Afeganistão, também apoiou campos de treinamento de outras organizações. Estima-se que 10 000 e 20 000 homens passaram por essas instalações antes do 11 de Setembro, a maioria dos quais eram enviados para lutar pelo Taliban contra a Frente Unida. Um número menor seriam introduzidos na al-Qaeda.
Após os atentados de agosto de 1998 nas embaixadas dos Estados Unidos serem ligados a bin Laden, o presidente Bill Clinton ordenou ataques com mísseis em campos de treinamento de militantes no Afeganistão. As autoridades dos Estados Unidos pressionavam o Taliban para entregar bin Laden. Em 1999, a comunidade internacional impôs sanções ao Taliban, pedindo que bin Laden fosse entregue. O Taliban rejeitou repetidamente a essas demandas.
As equipes paramilitares da Special Activities Division da Agência Central de Inteligência (CIA) estiveram ativas no Afeganistão na década de 1990 em operações clandestinas para localizar e matar ou capturar Osama bin Laden. Essas equipes planejaram várias operações, mas não receberam ordens para avançar do Presidente Clinton. Seus esforços construíram relacionamentos com líderes afegãos que se revelaram essenciais para a invasão de 2001.

### Mudança na política dos Estados Unidos em relação ao Afeganistão
Durante o governo Clinton, os Estados Unidos tendem a favorecer o Paquistão e até 1998-1999 não tinham uma política clara em relação ao Afeganistão. Em 1997, por exemplo, Robin Raphel do Departamento de Estado dos Estados Unidos declarou que Massoud se renderia ao Taliban. Massoud respondeu que, enquanto controlasse uma área do tamanho de seu chapéu, continuaria a defendê-la do Taliban. Ao mesmo tempo, altos oficiais de política externa da administração Clinton voaram para o norte do Afeganistão para tentar persuadir a Frente Unida a não tirar proveito da chance de obter ganhos cruciais contra os talibãs. Eles insistiram que era o momento para um cessar-fogo e um embargo de armas. Na época, o Paquistão deu início a uma "ponte aérea tipo Berlim para reabastecer e reequipar o Taliban", financiado com dinheiro saudita.
A política dos Estados Unidos para o Afeganistão mudou após os ataques às embaixadas dos Estados Unidos em 1998. Posteriormente, Osama bin Laden foi indiciado por seu envolvimento nos atentados às embaixadas. Em 1999, tanto os Estados Unidos como as Nações Unidas adotaram sanções contra os talibãs através da Resolução 1267 do Conselho de Segurança das Nações Unidas, que exigia que o Taliban entregasse Osama bin Laden a julgamento nos Estados Unidos e fechasse todas as bases terroristas no Afeganistão. A única colaboração entre Massoud e os Estados Unidos na época seria um esforço com a CIA para rastrear bin Laden após os atentados de 1998.  Os Estados Unidos e a União Europeia prestariam apoio a Massoud para a luta contra o Taleban.
Em 2001, a mudança de política buscou por agentes da CIA que sabiam Massoud estava a caminho. Juristas da CIA, trabalhando com oficiais na Divisão do Oriente Próximo e Centro Contra-Terrorista, começaram a elaborar uma conclusão formal para a assinatura do presidente George W. Bush, que autoriza um programa de ação secreta no Afeganistão. Seria o primeiro de uma década para procurar influenciar o curso da guerra afegã em favor de Massoud. Richard A. Clarke, presidente do Grupo de Segurança de Contra-Terrorismo, sob a administração Clinton, e mais tarde um oficial da administração Bush, alegadamente apresentou um plano para entrada da Conselheira de Segurança Nacional de Bush, Condoleezza Rice, em janeiro de 2001.
Uma mudança na política dos Estados Unidos foi realizada em agosto de 2001. O governo Bush concordou com um plano para começar a apoiar Massoud. Uma reunião de altos oficiais de segurança nacional concordou que seria apresentado um ultimato para os talibãs para que entregassem bin Laden e outros agentes da al-Qaeda. Se o Taliban se recusar, os Estados Unidos iriam fornecer ajuda militar secreta a grupos antiTaliban. Se ambas as opções falhassem "os adjuntos concordaram que os Estados Unidos procurariam derrubar o regime talibã através de ação mais direta." 

### Aliança do Norte às vésperas do 11 de Setembro

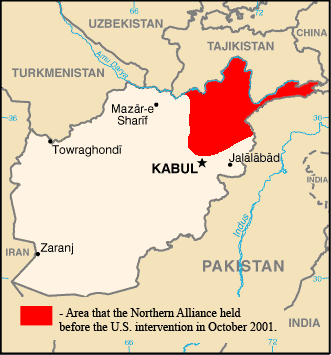
Área controlada pela Aliança do Norte antes da intervenção dos EUA em outubro de 2001.

Ahmad Shah Massoud era o único líder da Frente Unida no Afeganistão. Nas áreas sob seu controle, Massoud estabeleceu instituições democráticas e assinou a Declaração dos Direitos das Mulheres. Como consequência, muitos civis fugiram para as áreas sob seu controle. No total, as estimativas variam de até um milhão de pessoas que fugiam do Taliban.
No final de 2000, Massoud oficialmente reuniu esta nova aliança em uma reunião no norte do Afeganistão para discutir "uma Loya Jirga, ou um conselho tradicional de anciãos, para resolver a turbulência política no Afeganistão". Essa parte do plano de paz pashtun-tajique-hazara-uzbeque acabou por se desenvolver. Entre os presentes estava Hamid Karzai.
No início de 2001, Massoud, com outros líderes étnicos, dirigiu-se ao Parlamento Europeu em Bruxelas, pedindo à comunidade internacional para fornecer ajuda humanitária ao povo do Afeganistão. Ele disse que o Talibã e a al-Qaeda haviam introduzido "uma percepção muito errada do Islã "e que, sem o apoio do Paquistão e Osama bin Laden, o Talibã não seria capaz de sustentar a sua campanha militar por mais um ano.  Nesta visita à Europa, ele alertou que sua inteligência tinha recolhido informação sobre um ataque iminente em grande escala em solo americano.
Em 9 de setembro de 2001, Massoud foi gravemente ferido em um ataque suicida por dois árabes que se apresentaram como jornalistas e detonaram uma bomba escondida em sua câmera de vídeo durante uma entrevista em Khoja Bahauddin, na província de Takhar, Afeganistão. Massoud morreu dentro do helicóptero no caminho para um hospital. O funeral, realizado em uma área rural, foi assistido por centenas de milhares de afegãos.

## Ataques de 11 de Setembro

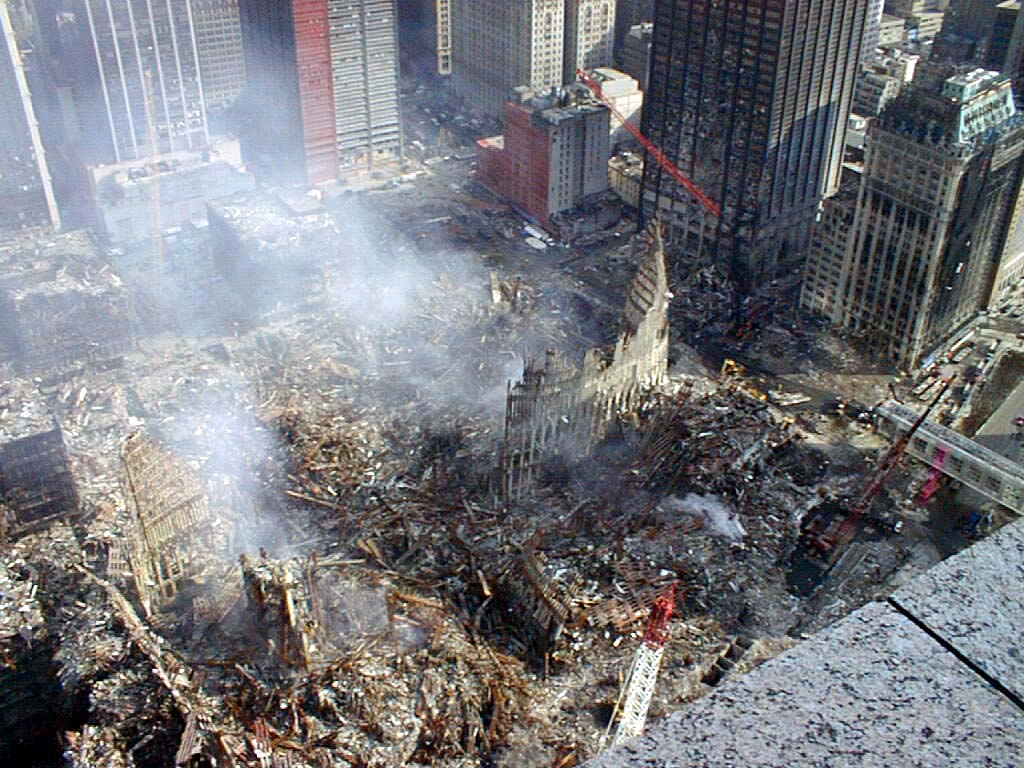
Ground Zero em Nova Iorque após os ataques de 11 de setembro de 2001.

Na manhã de 11 de setembro de 2001, a al-Qaeda realizou quatro ataques coordenados em solo estadunidense. Quatro aviões comerciais de passageiros foram sequestrados. Os sequestradores – membros da célula de Hamburgo da al-Qaeda – intencionalmente colidiram dois dos aviões contra as Torres Gêmeas do World Trade Center na Cidade de Nova Iorque, matando todos a bordo e milhares que trabalhavam nos edifícios. Ambos os edifícios desmoronaram dentro de duas horas pelos danos causados pelos incêndios relacionados com as colisões, destruindo edifícios próximos e prejudicando outros. Os sequestradores lançaram um terceiro avião de passageiros no Pentágono em Arlington, Virgínia, nos arredores de Washington, D.C. O quarto avião caiu em um campo perto de Shanksville, na zona rural da Pensilvânia, após alguns de seus passageiros e tripulação tentarem retomar o controle do avião, que os terroristas haviam redirecionado para Washington, D.C., para atingir a Casa Branca ou o Capitólio dos Estados Unidos. Nenhum voo teve sobreviventes.
No total, 2 996 pessoas, incluindo os 19 sequestradores, morreram nos ataques. De acordo com o Departamento de Saúde do Estado de Nova Iorque, 836 socorristas, incluindo bombeiros e efetivos da polícia, teriam morrido até junho de 2009.
Em 11 de setembro, o ministro das Relações Exteriores do Talibã Wakil Ahmed Muttawakil "condeno[u] o ataque terrorista, quem está por trás disso", mas o Mulá Omar emitiu imediatamente um comunicado dizendo que bin Laden não era o responsável. No dia seguinte, o presidente Bush chamou os ataques de mais do que apenas "atos de terror", mas "atos de guerra" e decidiu perseguir e conquistar um "inimigo" que não estaria mais seguro em "seus portos". O embaixador do Talibã no Paquistão, Abdul Salam Zaeef afirmou em 13 de setembro de 2001, que o Talibã poderia considerar extraditar bin Laden se houvesse evidência sólida ligando-o aos ataques. Apesar de Osama bin Laden finalmente assumir a responsabilidade pelos ataques de 11 de setembro em 2004, ele negou ter qualquer envolvimento em um comunicado divulgado em 17 de setembro de 2001, e por meio de entrevistas em 29 de setembro de 2001.

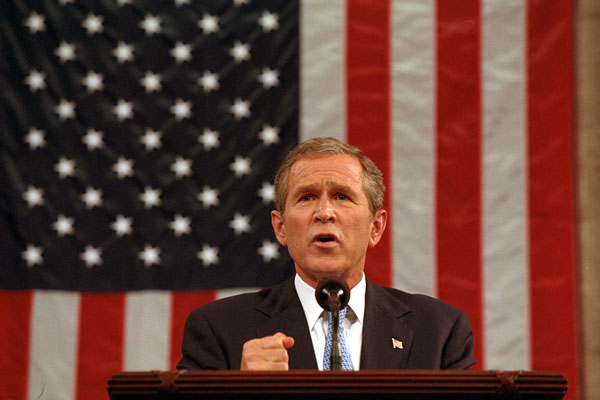
Em um discurso a uma sessão conjunta do Congresso dos Estados Unidos em 20 de setembro de 2001, o presidente dos EUA, George W. Bush exigiu que o Talibã entregasse Osama bin Laden e destruísse as bases da Al-Qaeda.

O Departamento de Estado, em um memorando de 14 de setembro, exigiu que o Talibã entregasse todos os associados conhecidos da al-Qaeda no Afeganistão, fornecesse informações sobre bin Laden e seus afiliados e expulsasse todos os terroristas do Afeganistão. Em 18 de setembro, o diretor da Inter-Services Intelligence do Paquistão, Mahmud Ahmed transmitiu essas demandas a Mulá Omar e a altos dirigentes do Talibã, cuja resposta foi "não, negativo em todos os pontos". Mahmud relatou que a liderança do Talibã estava em "profunda introspecção" e esperando a recomendação de um grande conselho de clérigos religiosos que estava reunindo para decidir o assunto. Em 20 de setembro, o presidente Bush, em um discurso ao Congresso, exigiu que o Talibã entregasse bin Laden e outros terroristas suspeitos e destruísse as bases da al-Qaeda. "Essas exigências não estão abertas à negociação ou discussão. O Talibã deve agir e agir imediatamente. Eles terão que entregar os terroristas, ou eles irão compartilhar o seu destino." 

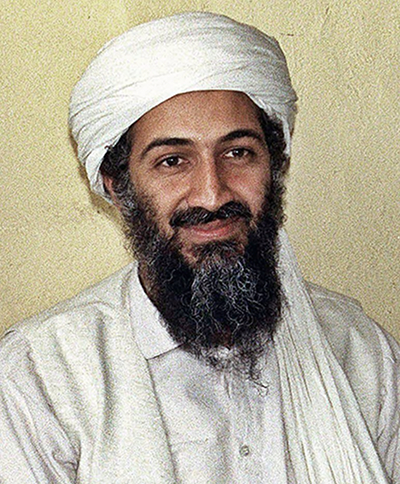
Nos dias e semanas imediatamente após o 11 de Setembro, quando o Talibã procurava evidências de seu envolvimento nos ataques, Osama bin Laden negou várias vezes ter qualquer ligação.

No mesmo dia, um grande conselho de mais de mil clérigos muçulmanos de todo o Afeganistão, que tinha sido convocado para decidir o destino de bin Laden, emitiu uma fátua, expressando pesar pelas mortes nos ataques de 11 de setembro, recomendando que o Emirado Islâmico "persuadisse" bin Laden a deixar seu país, e convidando as Nações Unidas e a Organização para a Cooperação Islâmica para conduzir uma investigação independente sobre "os eventos recentes para esclarecer a realidade e impedir perseguição de pessoas inocentes". A fatwa continuou advertindo que se os Estados Unidos não concordassem com sua decisão e invadisse o Afeganistão, uma "jihad se torna uma ordem para todos os muçulmanos."  No entanto, nesse mesmo dia, o embaixador do Talibã no Paquistão disse: "Nós não vamos entregar Osama bin Laden, nem lhe pedir para sair do Afeganistão". Essas manobras foram dispensadas pelos Estados Unidos como insuficientes.

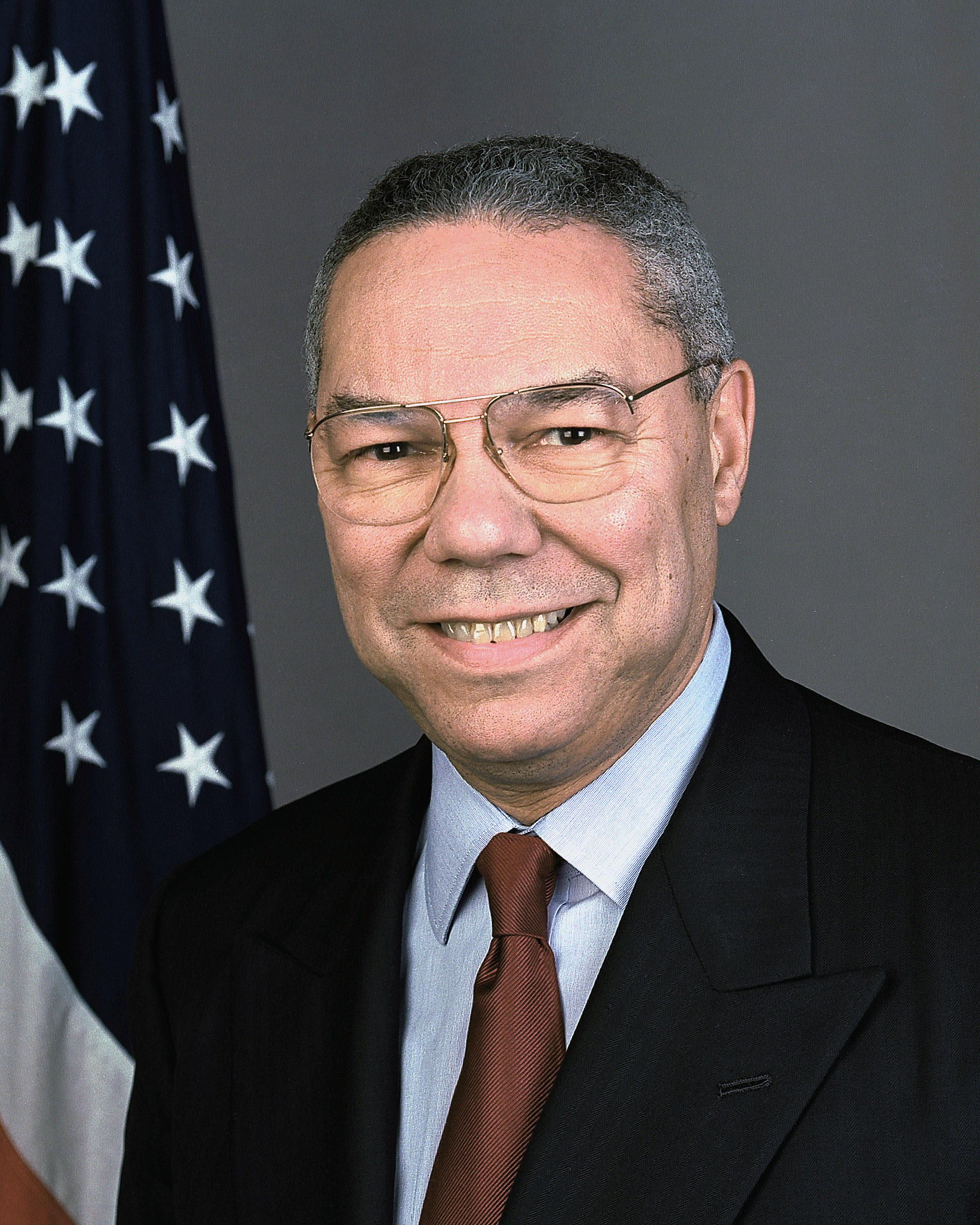
Secretário de Estado dos Estados Unidos Colin Powell.

Em 21 de setembro, representantes do Talibã no Paquistão reagiram às exigências dos Estados Unidos com desafio. Zaeef disse que o Talibã estava disposto, se necessário, a uma guerra com os Estados Unidos. Seu adjunto Suhail Shaheen advertiu que uma invasão norte-americana poderia partilhar o mesmo destino que se abateu sobre a Grã-Bretanha e a União Soviética nos séculos anteriores. Ele confirmou que a decisão dos clérigos "foi apenas uma recomendação" e bin Laden não seria solicitado a deixar o Afeganistão. Mas sugeriu "se os americanos fornecerem provas, vamos cooperar com eles... Na América, se eu acho que você é um terrorista, é suficientemente fundamentado que você deveria ser punido sem provas?", ele questionou. "Este é um princípio internacional. Se você usa o princípio, por que não aplicá-lo para o Afeganistão?" Como formulado anteriormente por Mulá Omar, a exigência de provas foi anexada a uma sugestão de que bin Laden fosse entregue para um julgamento perante um tribunal islâmico em outro país muçulmano. Ele não abordou as demandas para entregar outros suspeitos de terrorismo ou fechar campos de treinamento.
Em 28 de setembro, Bush comentou: "Em primeiro lugar, não há negociações com o Talibã. Eles ouviram o que eu disse. E agora podem agir. E não é apenas o Sr. bin Laden que nós esperamos ver e ser entregues à justiça... são os todos associado com sua organização que está no Afeganistão. E não apenas aquelas diretamente associadas com o Sr. bin Laden, qualquer terrorista que está abrigado e alimentado no Afeganistão precisa ser entregue. E, finalmente, esperamos que haja a completa destruição dos campos de terroristas. Isso foi o que eu disse a eles... isso é o que eu quero dizer. E nós os esperamos —  esperamos que não só ouçam o que eu digo, mas que façam algo sobre isso".
Em 24 de setembro, Mahmoud contou ao embaixador dos Estados Unidos para o Paquistão que, embora o Talibã estivesse "fraco e mal preparado para enfrentar a investida americana”, a "vitória real virá através de negociações", pois se o Talibã for eliminado, o Afeganistão reverteria para senhores da guerra. Em 28 de setembro, ele liderou uma delegação de oito líderes religiosos paquistaneses para persuadir Mulá Omar a aceitar que líderes religiosos de países islâmicos  examinassem as provas e decidissem o destino de bin Laden, porém Mulá Omar recusou.

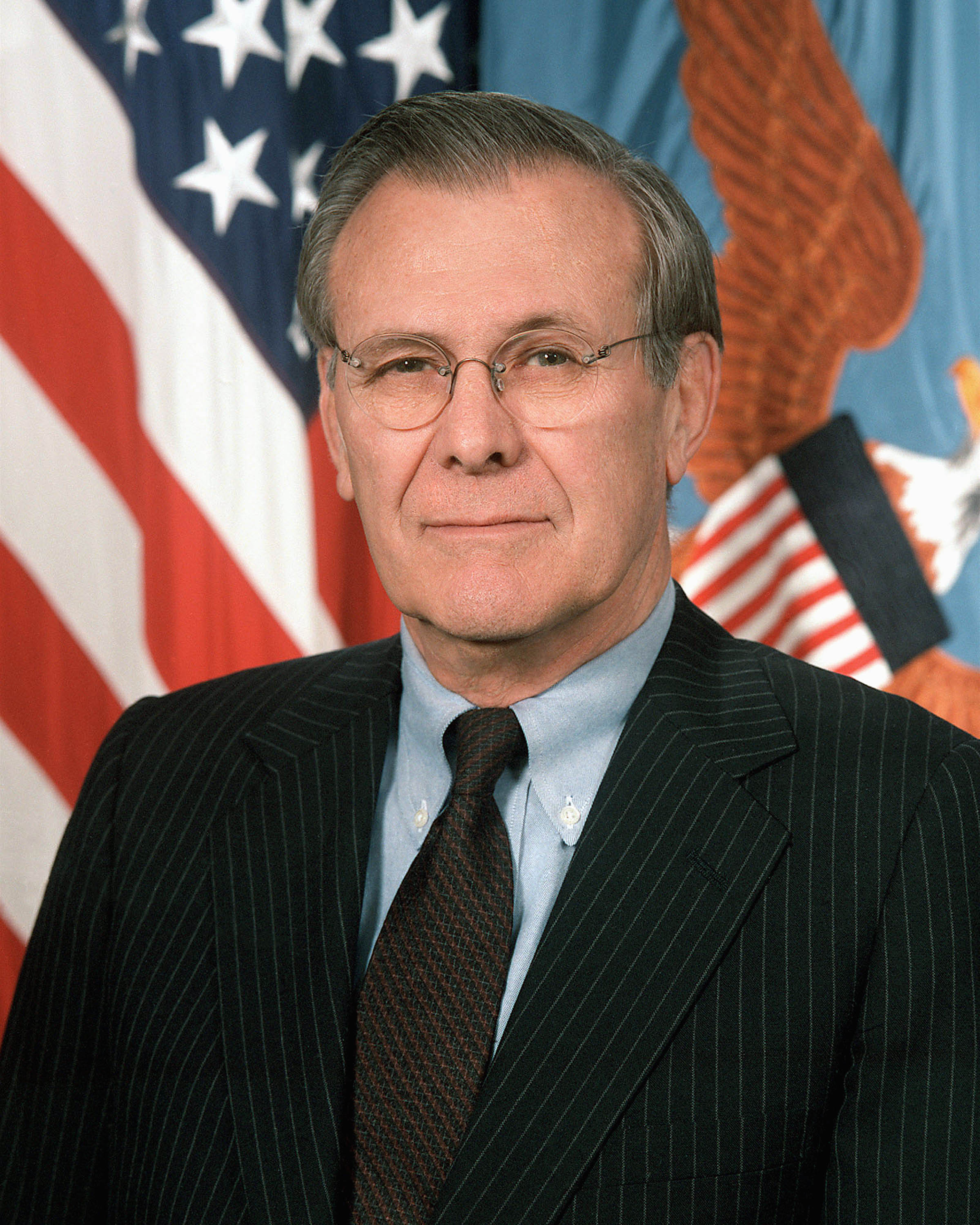
Secretário de Defesa dos Estados Unidos Donald Rumsfeld.

Em 1 de outubro, Mulá Omar concordou com uma proposta de Qazi Hussain Ahmad, o chefe do mais importante partido islamita do Paquistão, o Jamaat-i-Islami, para conduzir bin Laden ao Paquistão, onde ele seria mantido sob prisão domiciliar em Peshawar pelo partido e julgado por um tribunal internacional, no âmbito da lei sharia. A proposta foi dita ter a aprovação de bin Laden. O presidente do Paquistão, Pervez Musharraf, bloqueou o plano porque não podia garantir a segurança de bin Laden. Em 2 de outubro, Zaeef apelou aos Estados Unidos para negociar: "Nós não queremos agravar os problemas do povo, do país ou da região". Ele suplicou: "o povo afegão precisa de comida, precisa de ajuda, precisa de abrigo, não guerra." No entanto, reiterou que bin Laden não seria entregue a ninguém a menos que provas fossem apresentadas.
Um porta-voz do Departamento de Estado dos Estados Unidos em resposta a uma pergunta sobre o compartilhamento de provas com o Talibã afirmou: "Minha resposta, em primeiro lugar, é que me parece um pedido para retardação e prevaricação ao invés de qualquer pedido sério. E em segundo lugar, eles já estão em atraso. Eles já estão obrigados pelas resoluções das Nações Unidas, que dizem respeito com os atentados no leste da África, a entregar a al-Qaeda, a entregar a sua liderança, e até o encerramento da rede de operações em seu país. Não deveria haver mais atrasos. Não há qualquer motivo para pedir qualquer outra coisa. Eles já estão sob essa obrigação internacional e eles têm que atendê-la". O primeiro-ministro britânico Tony Blair apelou ao Talibã para "entregar os terroristas ou entregar o poder".
No entanto, alguns indícios do envolvimento de bin Laden nos ataques de 11 de setembro foram mostrados para o governo do Paquistão cujos líderes mais tarde afirmaram que os materiais que tinham visto "fornece[ram] base suficiente para a acusação em um tribunal de justiça". O chefe do ISI tenente-general Mahmud Ahmed compartilhou informação fornecida a ele pelos Estados Unidos com líderes talibãs.  Em 4 de outubro, o governo britânico divulgou publicamente um documento resumindo as evidências ligando bin Laden aos ataques. O documento afirmava que o Talibã havia sido repetidamente avisado no passado sobre abrigar bin Laden, mas recusou-se a entregá-lo como exigido pela comunidade internacional. Provas haviam sido fornecidas ao Talibã sobre o envolvimento de bin Laden nos atentados a embaixada em 1998, mas nada fizeram.
Em 5 de outubro, o Talibã se ofereceu para julgar bin Laden em um tribunal afegão, contanto que os Estados Unidos fornecessem o que chamaram de "evidência sólida" de sua culpa. O governo dos Estados Unidos rejeitou a solicitação das provas como "pedido para retardação e prevaricação"; o comandante da OTAN George Robertson afirmou que as evidências eram "claras e convincentes". Em 7 de outubro, uma vez que a campanha de bombardeio aéreo dos Estados Unidos começou, o presidente Bush ignorou questões sobre a proposta do Talibã e disse ao invés disso que um "alerta completo havia sido dado e o tempo está se esgotando". Nesse mesmo dia, o Departamento de Estado deu ao governo paquistanês uma última mensagem para os talibãs: ceda a todos os líderes da al-Qaeda ou "todos os pilares do regime talibã serão destruídos".
Em 11 de outubro, Bush disse aos talibãs: "Vocês ainda têm uma segunda chance. Basta trazê-lo e trazer seus líderes e tenentes e outros bandidos e criminosos com ele."  Em 14 de outubro, Abdul Kabir, o terceiro líder no escalão do Talibã, ofereceu para entregar bin Laden a um país neutro, se o governo dos Estados Unidos fornecessem provas de sua culpa e suspendessem a campanha de bombardeio. Ele, aparentemente, não respondeu à demanda para entregar outros suspeitos de terrorismo além de bin Laden. O presidente Bush rejeitou a oferta como inegociável. Em 16 de outubro, Muttawakil, o ministro das Relações Exteriores, Talibã sugeriu uma oferta de compromisso que desistia da exigência de provas. No entanto, Muttawakil não fazia parte do círculo íntimo do Talibã, ele queria que o bombardeio parasse de modo que pudesse tentar persuadir Mulá Omar a aceitar um compromisso.

### Base legal para a guerra
Em 14 de setembro de 2001, o Congresso aprovou uma legislação intitulada Autorização para Uso de Força Militar Contra Terroristas, que foi assinada em 18 de setembro de 2001 pelo presidente Bush. Ela autorizou o uso das Forças Armadas dos Estados Unidos contra os responsáveis pelos Ataques de 11 de Setembro e aqueles que os abrigaram.
O Artigo 2(4) da Carta das Nações Unidas, pelo qual todos os países da coalizão são signatários  e pelo qual sua ratificação pelos Estados Unidos a torna "lei nacional" proíbe a 'ameaça ou o uso da força contra a integridade territorial ou a independência política de qualquer Estado, exceto em circunstâncias em que um órgão competente das Nações Unidas (por exemplo, o Conselho de Segurança) o tenha autorizado, ou em que esteja em autodefesa nos termos do Artigo 51 da Carta. Embora o Conselho de Segurança das Nações Unidas (CSNU) não autorizasse a campanha militar liderada pelos Estados Unidos, foi amplamente (embora não universalmente) percebido como uma forma legítima de autodefesa nos termos da Carta das Nações Unidas.
Os defensores da invasão argumentaram que a autorização do CSNU não era necessária, uma vez que a invasão foi um ato de autodefesa coletiva prevista no Artigo 51 da Carta das Nações Unidas. Especificamente, argumenta-se que uma série de  Resoluções do Conselho de Segurança das Nações Unidas sobre o Afeganistão previam a possibilidade de estabelecer que os talibãs tiveram indiretamente a responsabilidade pelos ataques da al-Qaeda   e, embora a invasão inicial do Afeganistão não fosse mandatada por uma resolução específica do Conselho de Segurança da ONU, o Conselho de Segurança agiu rapidamente para autorizar uma operação militar para estabilizar o país. Os críticos alegaram que a invasão era ilegítima ao abrigo do Artigo 51, porque os Ataques de 11 de Setembro não foram "ataques armados" por um outro Estado, mas foram perpetrados por atores não-estatais. Alegaram que os atacantes não tinham qualquer ligação comprovada com o Afeganistão ou o Taliban. Críticos afirmam que, mesmo que um Estado tivesse feito os Ataques de 11 de Setembro, nenhuma campanha de bombardeio constituiria autodefesa. Eles interpretam autodefesa para cobrir ações que sejam "instantâneas, esmagadoras, não deixando escolha dos meios e nenhum momento para deliberação".
Em 20 de dezembro de 2001, mais de dois meses após o ataque, o Conselho de Segurança autorizou a criação da Força Internacional de Assistência à Segurança (ISAF) para ajudar a Autoridade Interina Afegã na manutenção da segurança. O comando da ISAF passou para a OTAN em 11 de agosto de 2003, na sequência da invasão do Iraque, em março do mesmo ano.

## 2001: derrubada do Taliban

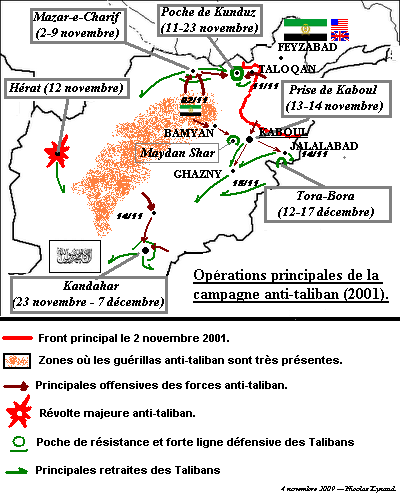
Principais operações da campanha do Afeganistão de outubro-dezembro 2001.

Fracassadas as negociações entre o governo americano e os talibãs, no domingo, 7 de outubro de 2001, as forças armadas dos Estados Unidos e do Reino Unido começam a bombardear o Afeganistão, com o objetivo de atacar o Taliban e a al-Qaeda. As operações foram precedidas e complementadas pelo trabalho da Agência Central de Inteligência (CIA) e das forças de operações especiais (SOF), com grupos de oposição afegãs, em particular, a Aliança do Norte. Além do Reino Unido, Canadá, França, Austrália e Alemanha também declararam o seu apoio aos Estados Unidos. O presidente do Paquistão - General Pervez Musharraf - também manifestou o seu acordo, apesar da falta de entusiasmo dos Estados árabes, relativa à eliminação da al-Qaeda do Paquistão. O Paquistão abre as suas fronteiras às ondas de refugiados provenientes do Afeganistão. Os ataques foram registrados na capital, Cabul, onde a eletricidade foi interrompida, em Candaar, onde vivia o líder talibã, o mullah Omar, e campos de treinamento, na cidade de Jalalabad.
Às 17h00 UTC, cerca de 45 minutos após o bombardeio, George W. Bush e Tony Blair confirmaram que seus respectivos países estavam efetuando um ataque aéreo contra o Afeganistão, mas que os alvos eram exclusivamente militares, e, no entanto, também foram lançados alimentos, medicamentos e suprimentos para "homens, mulheres e crianças famintas e sofridas do Afeganistão". Aproximadamente ao mesmo tempo, a CNN passou a mostrar imagens exclusivas do bombardeio de Cabul em todo o mundo. Um dia antes do bombardeio começar, a Human Rights Watch publicou um relatório em que exortou que nenhum apoio militar deviria ser dado à Aliança do Norte, devido à sua situação dos direitos humanos.
Pouco antes do ataque o canal de informação por satélite nas línguas árabe Al Jazeera recebeu um vídeo pré-gravado de uma mensagem por Osama bin Laden.  Neste, o líder da al-Qaeda condena qualquer ataque contra o Afeganistão, afirmando que os EUA falharão no Afeganistão e, em seguida, iriam desmoronar, tal como a União Soviética. Então, bin Laden lançou uma jihad contra os Estados Unidos.[carece de fontes?]
Em solo, as equipes da Divisão de Atividades Especiais da CIA chegaram primeiro. Eles logo foram acompanhados pelas Forças Especiais do Exército dos Estados Unidos a partir do 5º Grupo das Forças Especiais e outras unidades do Comando de Operações Especiais dos Estados Unidos.

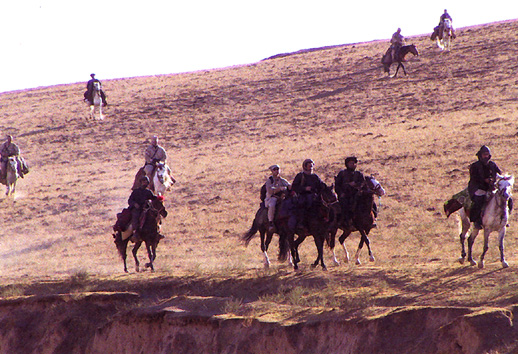
Forças Especiais do Exército e Equipe de Controle de Combate da Força Aérea dos Estados Unidos com as tropas da Aliança do Norte a cavalo.

As forças especiais do Reino Unido e dos Estados Unidos se juntaram à Aliança do Norte e outros grupos de oposição afegãs para tomar Herat em novembro de 2001. Canadá e Austrália também destacaram forças. Outros países forneceram suporte, acesso e permissão de sobrevoo.
Os Estados Unidos conseguiram rastrear e matar o número três da Al-Qaeda, Mohammed Atef com um bombardeio em sua casa em Cabul entre 14-16 novembro de 2001, juntamente com seu guarda Abu Ali al-Yafi'i e outros seis.

### Ataques aéreos iniciais
Campos de treinamento e defesa aérea do Taliban foram bombardeados por aviões norte-americanos, incluindo helicópteros militares Apache da 101ª Brigada de Combate da Aviação. Cruzadores e destróieres da Marinha dos Estados Unidos e submarinos da Marinha Real Britânica lançaram vários mísseis de cruzeiro Tomahawk.
Os ataques inicialmente focaram em Cabul, Jalalabad e Kandahar. Dentro de alguns dias, a maioria dos locais de treinamento do Taliban foram severamente danificados e as defesas antiaéreas foram destruídas. A campanha focou em objetivos de comando, controle e comunicações, para enfraquecer a capacidade das forças talibãs para se comunicar e coordenar. No entanto, a linha de frente era mantida pela Aliança do Norte, e ainda não havia êxitos concisos em campo de batalha. Com duas semanas de campanha decorridas, a Aliança do Norte pediu que a campanha aérea fosse concentrada mais nas linhas de frente, pois tinha problemas para avançar.

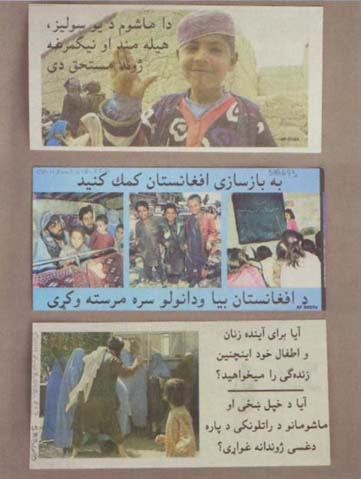
Exemplos dos panfletos de propaganda dos Estados Unidos lançados sobre o Afeganistão.

A próxima etapa começou com a entrada dos caças-bombardeiros F/A-18 Hornet destruindo veículos dos talibãs em ataques de precisão, enquanto outros aviões norte-americanos começaram a bombardear as defesas dos talibãs com bombas de fragmentação. No início de novembro, as forças aliadas atacaram linhas de frente com bombas daisy cutter e aeronaves armadas AC-130.
Até 2 de novembro, posições frontais do Taliban foram devastadas e uma marcha em Cabul parecia possível. Segundo o autor Stephen Tanner,

Depois de um mês de campanha de bombardeio dos Estados Unidos, rumores começaram a chegar a Washington da Europa, Oriente Médio e Paquistão, onde Musharraf teria solicitado o cessar dos bombardeios. Tendo iniciado a guerra com a maior reserva imaginável de autoridade moral, os Estados Unidos estavam a ponto de deixá-la escapar por meio de ataques de alto nível utilizando as invenções mais medonhas que seus cientistas poderiam apresentar.
Bush foi a Nova York em 10 de novembro de 2001 para discursar nas Nações Unidas. Ele disse que não somente os Estados Unidos estavam em perigo de novos ataques, mas assim estavam todos os outros países do mundo. Tanner observou: "Suas palavras tiveram um impacto. A maioria do mundo renovou o seu apoio para o esforço americano, incluindo os compromissos de ajuda material da Alemanha, França, Itália, Japão e outros países".
Combatentes da al-Qaeda assumiram a segurança das cidades afegãs. As tropas da Aliança do Norte planejavam tomar Mazar-i-Sharif, cortando linhas de abastecimento do Talibã e permitindo que os equipamentos chegassem pelo norte e, em seguida, atacar Cabul.
Durante os primeiros meses, os militares dos Estados Unidos tinham uma presença limitada em solo. Forças Especiais e oficiais de inteligência com formação militar colaboraram com as milícias afegãs e avançaram após o Taliban ser perturbado pelo poder aéreo.
Analistas da inteligência militar dos Estados Unidos relataram que os militantes do Taliban e da al Qaeda estavam entrincheirados atrás de uma série de redes fortificadas de cavernas e bunkers subterrâneos e bem abastecidos nas montanhas de Tora Bora, localizada a leste da capital (e perto da fronteira com o Paquistão). A área foi submetida a bombardeamento intenso e contínuo de B-52.
As forças dos Estados Unidos e da Aliança do Norte começaram a divergir em seus objetivos. Enquanto os estadunidenses ainda estavam em busca de Osama bin Laden, a Aliança do Norte estava pressionando para obter mais apoio em seus esforços para acabar com o Taliban e controlar o país.

### Batalha por Mazar-i-Sharif

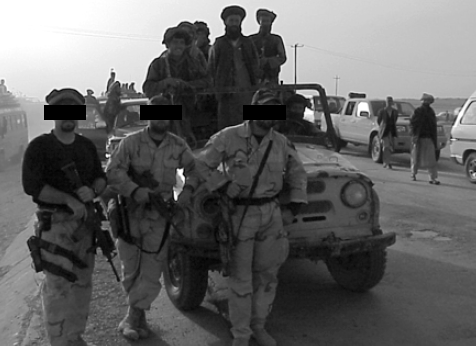
Boinas Verdes em 10 de novembro, chegando à cidade com combatentes da Aliança do Norte.

Mazari-i Sharif foi importante porque era o lar do Santuário de Hazrat Ali ou "Mesquita Azul", um local muçulmano sagrado, e porque era um centro de transporte significativo com dois grandes aeroportos e uma importante rota de fornecimento conduzindo para o Uzbequistão. Tomar a cidade iria permitir que a ajuda humanitária aliviasse uma crise alimentar iminente, que ameaçava mais de seis milhões de pessoas com inanição. Muitos daqueles em necessidades mais urgentes viviam em áreas rurais ao sul e oeste de Mazar-i-Sharif. Em 9 de novembro de 2001, as forças da Aliança do Norte, sob o comando de Dostum e Ustad Atta Mohammed Noor, venceram a resistência ao atravessar a ponte Pul-i-Imam Bukhri, e tomaram a principal base militar e o aeroporto da cidade.
As forças especiais do Destacamento Operacional A-595, oficiais paramilitares da CIA e a Equipe de Controle de Combate da Força Aérea dos Estados Unidos a cavalo e com o apoio aéreo aproximado, participaram do avanço em Mazar-i Sharif. Depois de uma sangrenta batalha de 90 minutos, as forças talibãs se retiraram depois de manter a cidade desde 1998, provocando comemorações.
A queda da cidade foi um "golpe"  para os talibãs e, finalmente provou ser um "grande choque",  uma vez que o Comando Central dos Estados Unidos (CENTCOM) tinha inicialmente acreditado que a cidade permaneceria nas mãos dos talibãs boa parte do ano seguinte  e qualquer batalha potencial exigiria "um avanço muito lento".
Na sequência de rumores de que mulá Dadullah foi chefiado para recapturar a cidade com até 8 000 combatentes, mil soldados norte-americanos da 10ª Divisão de Montanha foram transportados por via aérea para a cidade, proporcionando a primeira posição sólida a partir da qual Cabul e Kandahar poderiam ser atingidos. A Força Aérea dos Estados Unidos tinha agora um aeroporto, que lhes permitiam fazer mais manobras para missões de reabastecimento e ajuda humanitária.

### Queda de Cabul
Na noite de 12 de novembro, as forças talibãs fugiram de Cabul na calada da noite. As forças da Aliança do Norte chegaram na tarde seguinte, encontrando um grupo de cerca de vinte combatentes escondidos em um parque da cidade. Este grupo foi morto em uma batalha de 15 minutos. Após essas forças serem neutralizadas, Cabul estava nas mãos das forças da coalizão.
A queda de Cabul iniciou um colapso em cascata das posições do Talibã. Dentro de 24 horas, todas as províncias afegãs ao longo da fronteira com o Irã haviam caído, incluindo Herat. Os comandantes e senhores da guerra locais pashtuns tinham assumido completamente o nordeste do Afeganistão, incluindo Jalalabad. Redutos do Talibã no norte do país, principalmente voluntários paquistaneses, recuaram para norte da cidade de Kunduz. Até 16 de novembro, último reduto do Talibã no norte do Afeganistão estava sob cerco. Cerca de 10 000 combatentes talibãs, liderados por combatentes estrangeiros, continuaram a resistir. Até então, os talibãs tinham sido forçados a voltar ao seu reduto no sudeste no Afeganistão em torno de Kandahar.
Até 13 de novembro, as forças da Al-Qaeda e do Taliban, possivelmente incluindo bin Laden, estavam se concentrando em Tora Bora, 50 km (31 mi) ao sudoeste de Jalalabad. Quase 2 000 combatentes da al-Qaeda e do Taliban se fortificaram em posições dentro de bunkers e cavernas. Em 16 de novembro os Estados Unidos começaram a bombardear o baluarte da montanha. Na mesma época, agentes da CIA e das forças especiais estavam atuando na área, contando com os senhores da guerra locais e planejando um ataque.

#### Queda de Kunduz

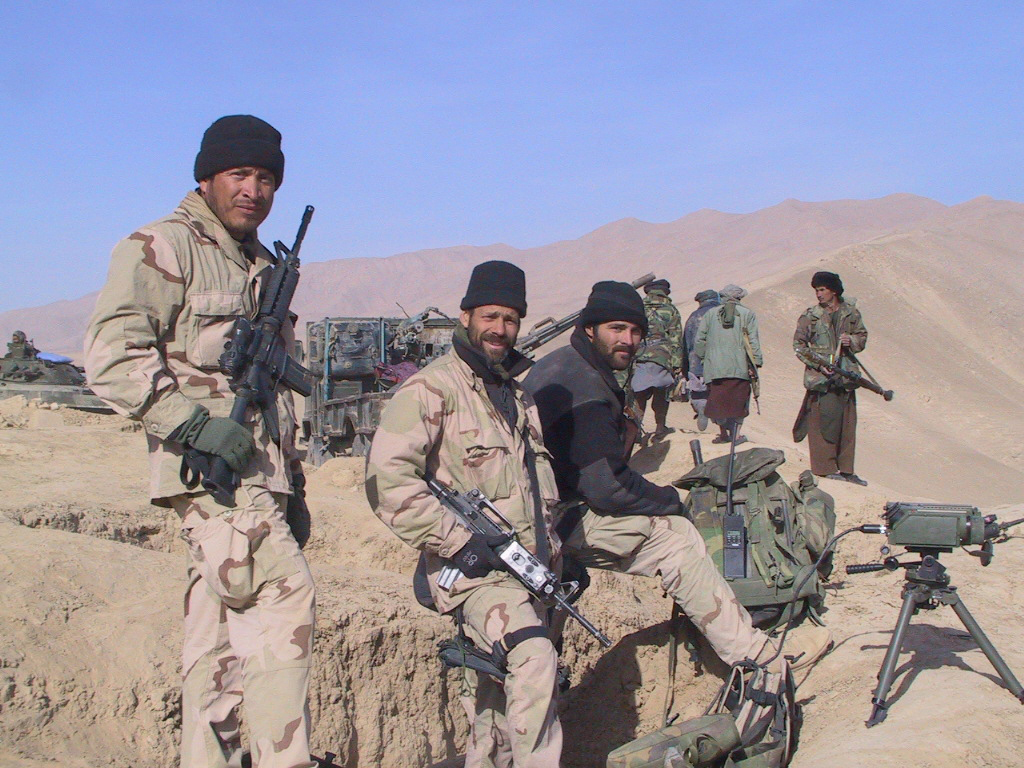
Forças especiais estadunidenses e combatentes da Aliança do Norte ao oeste de Kunduz em novembro de 2001.

À medida que o bombardeio em Tora Bora crescia, o cerco de Kunduz continuava. Depois de nove dias de combates e bombardeios, combatentes do Taliban se renderam às forças da Aliança do Norte em 25-26 de novembro. Pouco antes da rendição, aviões paquistaneses chegaram a evacuar o pessoal de inteligência e militares que vinham auxiliando a luta do Taliban contra a Aliança do Norte. O transporte aéreo é acusado de ter evacuado até cinco mil pessoas, incluindo tropas do Talibã e da Al-Qaeda.

#### Revolta de Qala-i-Jangi

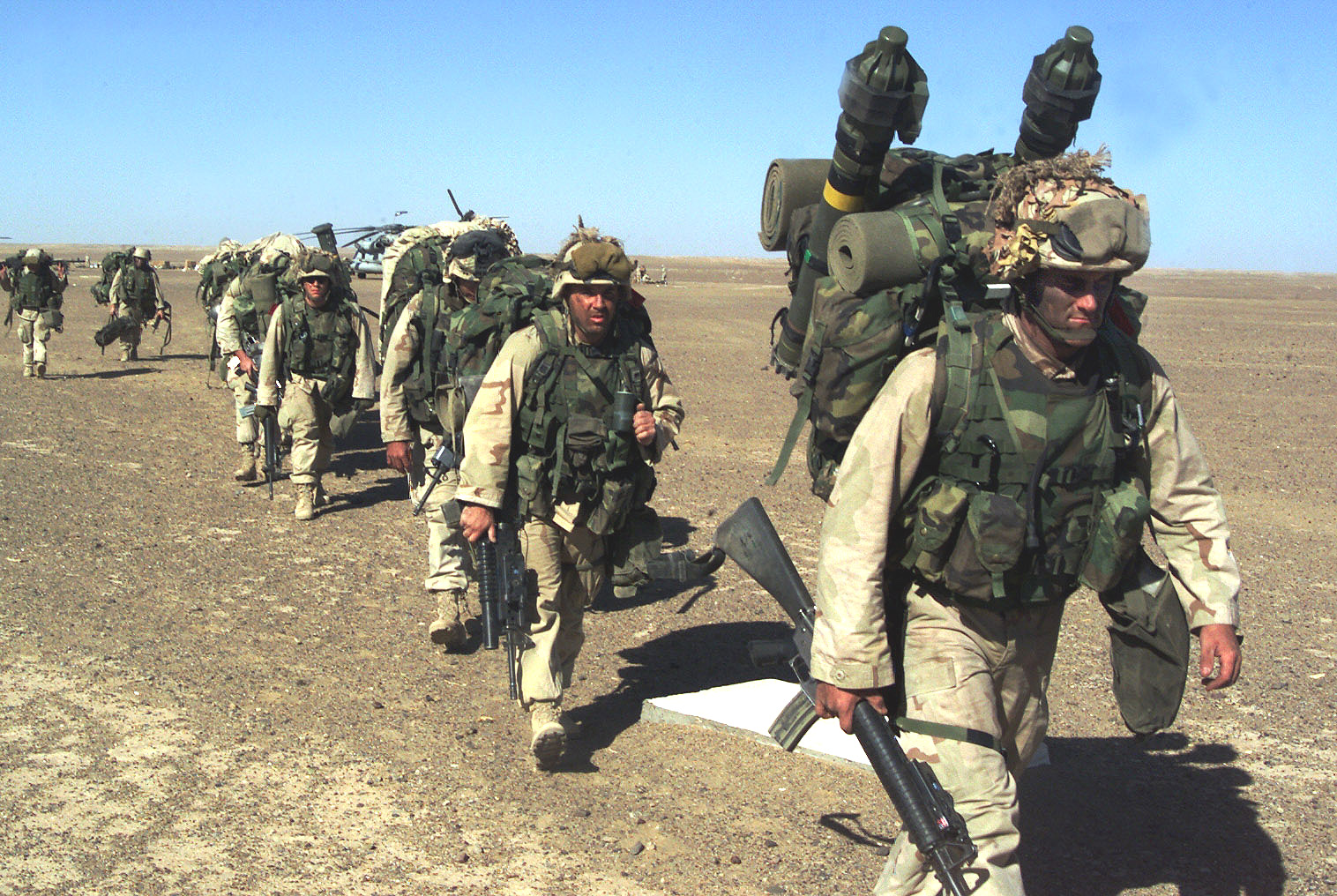
Fuzileiros dos Estados Unidos em ação no Afeganistão, em novembro de 2001.

Em 25 de novembro, enquanto prisioneiros talibãs eram transferidos para a fortaleza de Qala-I-Janghi, perto de Mazar-I-Sharif, alguns talibãs atacaram seus guardas da Aliança do Norte. Este incidente desencadeou uma revolta por 600 prisioneiros, que em breve ocupariam a metade sul da fortaleza medieval, incluindo um arsenal estocado. Johnny Micheal Spann, um agente da CIA que estava a interrogar prisioneiros, foi morto, marcando a primeira morte de combate dos Estados Unidos.
A revolta foi esmagada depois de sete dias de combates envolvendo uma unidade do Serviço de Bote Especial, as Forças Especiais do Exército e as forças da Aliança do Norte. Helicópteros AC-130 e outras aeronaves proporcionaram metralhamento e lançaram bombas. 86 talibãs sobreviveram e cerca de 50 soldados da Aliança do Norte foram mortos. A revolta foi o combate final no norte do Afeganistão.

#### Consolidação: a tomada de Kandahar

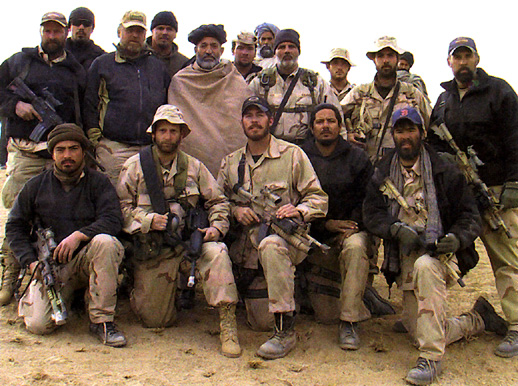
Boinas Verdes com Hamid Karzai na província de Candaar.

Até o final de novembro, Kandahar era o último reduto do Taliban, e estava sob pressão crescente. Cerca de 3 000 combatentes tribais, liderados por Karzai e Gul Agha Sherzai, o governador de Kandahar antes do Taliban tomar o poder, pressionavam as forças talibãs do leste e cortaram as linhas de abastecimento do norte para Kandahar. A Aliança do Norte assomava no norte e nordeste.

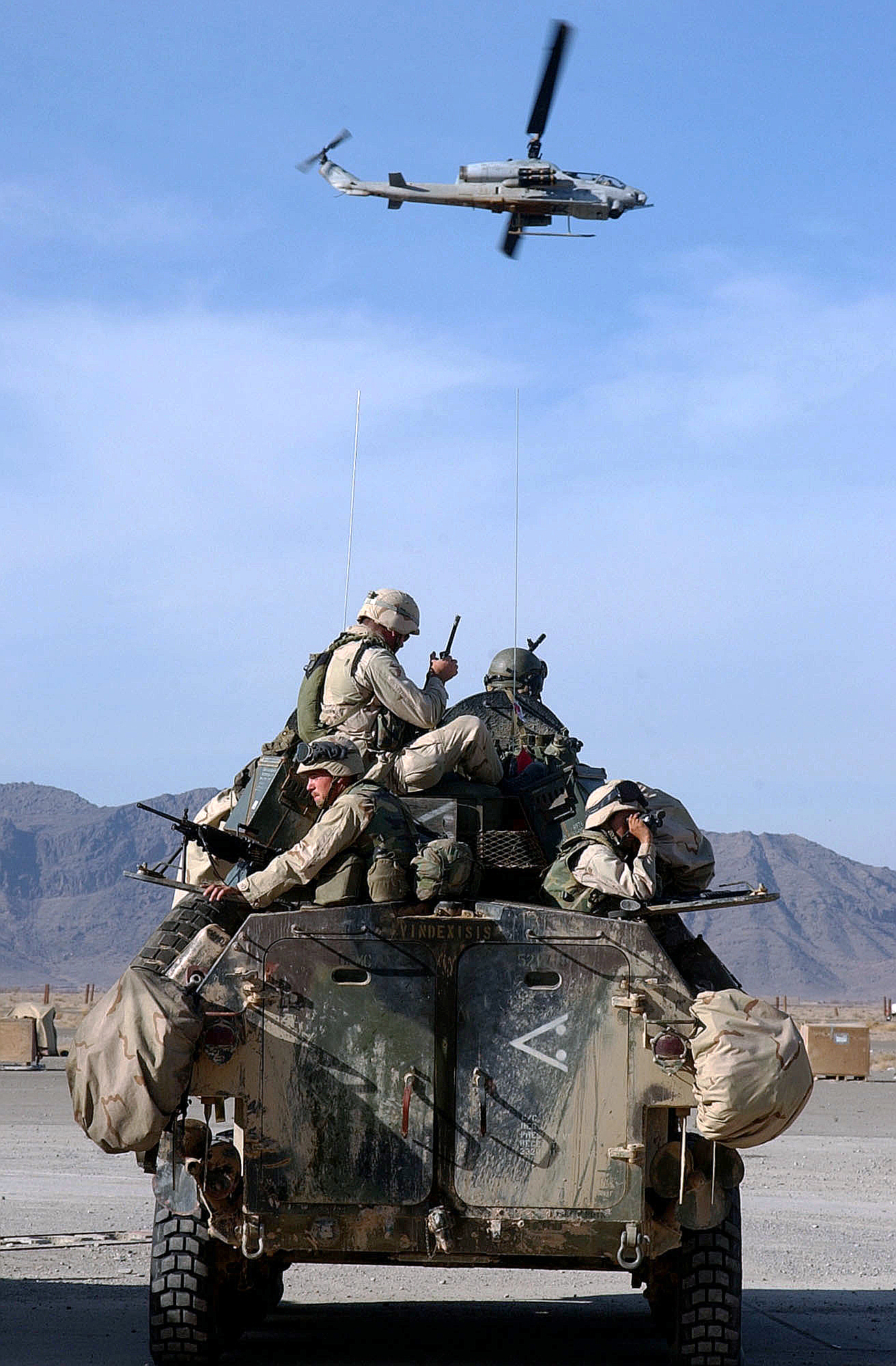
Blindado LAV-25 e helicóptero AH-1 SuperCobra dos marines estadunidenses na base de Kandahar, 28 de dezembro de 2001.

Enquanto isso, cerca de 1 000 fuzileiros navais dos Estados Unidos, transportados em helicópteros CH-53E Super Stallion e aviões C-130, estabeleceram uma base de operações avançada conhecida como Camp Rhino no deserto ao sul de Kandahar no dia 25 de novembro. Esta foi a primeira base da coalizão, e permitiu que outras bases operacionais se formassem. O primeiro combate significativo envolvendo forças terrestres dos Estados Unidos ocorreram um dia depois que Rhino foi capturado, quando 15 veículos blindados do Talibã se aproximaram da base e foram atacados por helicópteros militares, destruindo muitos deles. Enquanto isso, os ataques aéreos continuaram a esmagando as posições do Taliban no interior da cidade, onde se encontrava Mulá Omar. Omar permaneceu desafiador apesar de seu movimento controlar apenas 4 das 30 províncias afegãs no final de novembro e pediu para suas tropas lutarem até a morte.
Em 6 de dezembro, o governo dos Estados Unidos rejeitou anistia para Omar ou quaisquer líderes do Talibã. Em 7 de dezembro, Omar saiu de Kandahar com um grupo de seguidores e se dirigiu a noroeste para as montanhas da província de Uruzgan, desrespeitando, assim, a promessa do Taliban de entregar seus combatentes e suas armas. Foi relatado que ele foi visto pela última vez conduzindo um grupo de seus combatentes num comboio de motocicletas.
Outros líderes do Talibã fugiram para o Paquistão através dos passos remotos das províncias de Paktia e Paktika. A cidade fronteiriça de Spin Boldak se rendeu no mesmo dia, marcando o fim do controle do Talibã no Afeganistão. As forças afegãs sob Gul Agha tomaram Kandahar, enquanto os fuzileiros navais estadunidenses assumiram o controle do aeroporto e estabeleceram uma base.

### Batalha de Tora Bora

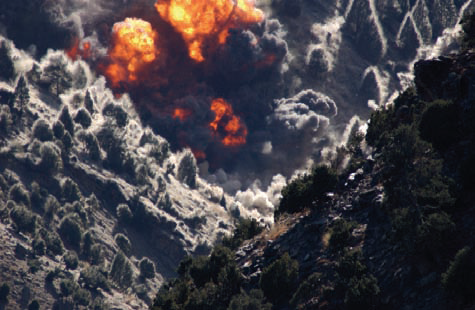
Ataques aéreos sobre Tora Bora.

Os militantes da al-Qaeda combateram na batalha de Tora Bora. Uma milícia tribal constantemente empurrava bin Laden para trás através do terreno difícil, apoiado pela Delta Force, United Kingdom Special Forces, e ataques aéreos dos Estados Unidos. [carece de fontes?] As forças da al-Qaeda concordaram com uma trégua supostamente para dar-lhes tempo para entregar as armas. A trégua foi, aparentemente, um estratagema para permitir que bin Laden e outros fugissem para o Paquistão. Em 12 de dezembro, os combates recomeçaram, provavelmente iniciados por um momento para adquirir retaguarda para a fuga da força principal através das Montanhas Brancas.
Até 17 de dezembro, o último complexo de cavernas tinha sido tomado e seus defensores superados. As forças dos Estados Unidos e do Reino Unido continuaram procurando em janeiro, mas nenhum sinal da liderança da al-Qaeda surgiu. Estima-se que 200 combatentes da al-Qaeda foram mortos durante a batalha, juntamente com um número desconhecido de combatentes tribais.

### Esforços diplomáticos e humanitários
Em dezembro de 2001, a Organização das Nações Unidas sediou a Conferência de Bona. Os talibãs foram excluídos. Participaram quatro grupos de oposição afegãs. Os observadores incluíram representantes de países vizinhos e outros países importantes envolvidos.
O Acordo de Bona resultante criou a Autoridade Interina Afegã, que serviria como o "repositório da soberania afegã" e delineou o chamado Processo de Petersberg que levaria em direção a uma nova Constituição e um novo governo afegão.
A Resolução 1378 do Conselho de Segurança das Nações Unidas de 14 de novembro de 2001, seguiu "condenando o Taliban por permitir que o Afeganistão fosse usado como uma base para a exportação do terrorismo pela rede al-Qaeda e outros grupos terroristas e por proporcionar refúgio a Osama bin Laden, al-Qaeda e outros associados a eles, e, neste contexto, apoiando os esforços do povo afegão para substituir o regime talibã ".
O Programa Alimentar Mundial das Nações Unidas suspendeu temporariamente as atividades dentro do Afeganistão no início dos bombardeios, mas as retomou após a queda do regime talibã.

Logo da ISAF.

### Força de segurança para Cabul
Em 20 de dezembro de 2001, a Organização das Nações Unidas autorizou a Força Internacional de Assistência para Segurança (ISAF), com um mandato para ajudar os afegãos a manter a segurança em Cabul e arredores. Foi inicialmente estabelecida a partir da sede da 3ª Divisão Mecanizada Britânica sob o major-general John McColl, e pelos primeiros anos não somava mais que 5000. O seu mandato não se estendeu além da área de Cabul nos primeiros anos. Dezoito países estavam contribuindo para a força em fevereiro de 2002.

## 2002: Operação Anaconda

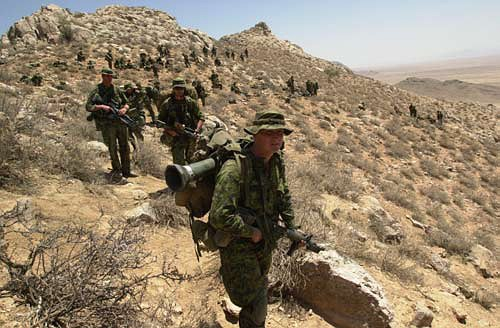
Soldados canadenses nas montanhas, à procura de militantes da al-Qaeda e do Taliban.

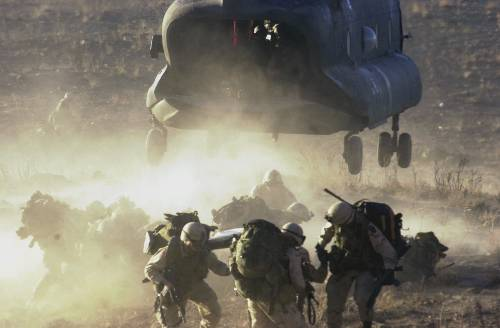
Soldados da 10.º Divisão de Montanha estadunidense durante a Operação Anaconda.

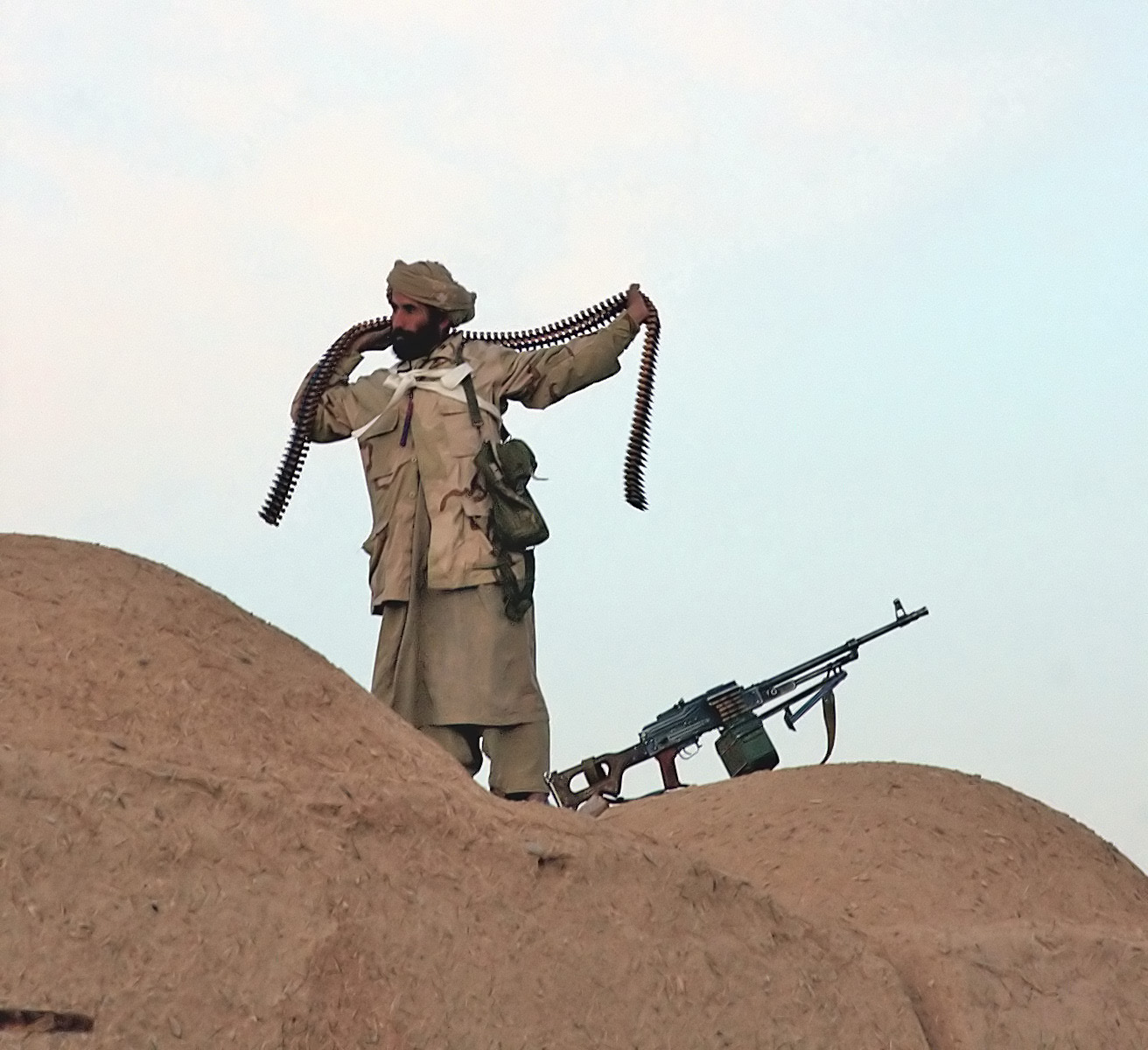
Um combatente antiTaliban na província de Helmand, no Afeganistão, Janeiro de 2002.

Na sequência da Loya Jirga, líderes tribais e ex-exilados estabeleceram um governo provisório em Cabul sob Hamid Karzai. As forças dos Estados Unidos estabeleceram sua principal base na Base Aérea de Bagram, ao norte de Cabul, além disso, o aeroporto de Kandahar também se tornaria uma importante base estadunidense. Foram estabelecidos vários postos avançados em províncias orientais para caçar fugitivos do Taliban e da al-Qaeda.
As forças da al-Qaeda se reagruparam na área do Vale de Shah-i-Kot, província de Paktia, em janeiro e fevereiro de 2002. Um fugitivo talibã na província de Paktia, Mulá Saifur Rehman começou a reconstituir parte de sua milícia. Somavam mais de 1 000 no início de março de 2002. Os insurgentes pretendiam lançar ataques de guerrilha e, possivelmente, uma grande ofensiva, reproduzindo os combatentes anti-soviéticos dos anos 1980.
Os Estados Unidos detectaram esse reagrupamento, e em 2 de março de 2002, os estadunidenses juntamente com o Canadá e as forças afegãs prepararam uma enorme força para combatê-los. As forças mujahideen, usando armas de pequeno calibre, granadas lançadas por foguetes e morteiros, estavam entrincheiradas em cavernas e bunkers nas encostas em grande parte acima de 3 000 m (10 000 pés). Usavam a tática de "bater e correr", abrindo fogo e logo depois recuando para suas cavernas e bunkers para se proteger dos ataques de represália e dos bombardeios contínuos. Para piorar a situação, os comandantes dos Estados Unidos inicialmente subestimaram seus oponentes como um pequeno grupo isolado de menos de 200 homens. Ao contrário disso, os guerrilheiros numeravam entre 1 000 a 5 000, de acordo com algumas estimativas. Em 6 de março, oito americanos, sete afegãos aliados, e até 400 combatentes da al-Qaeda haviam sido mortos. Sub-engajamentos incluíram a batalha de Takur Ghar e as posteriores Operações Glock e Polar Harpoon.
Várias centenas de guerrilheiros fugiram às áreas tribais no Waziristão. Durante a Operação Anaconda e outras missões entre 2002 e 2003, as forças especiais da Austrália, Alemanha, Nova Zelândia e Noruega também estiveram envolvidas.
Em fevereiro de 2002, o Conselho de Segurança Nacional se reuniu para decidir se deveria expandir a ISAF para além de Cabul. Em uma disputa entre Powell e Rumsfeld (um padrão repetido muitas vezes até o fim da administração Bush) a visão de Rumsfeld de que a força não deveria ser expandida prevaleceu. Os historiadores mais tarde escreveram que o fracasso da ISAF a ser implantada para além de Cabul levou Karzai a oferecer posições dentro do estado a potenciais saqueadores cujas atividades fizeram um grande dano à reputação do estado. Pois a ascensão da insurgência estava ligada a queixas sobre a governança, isso se tornou um problema sério.
O Secretário de Defesa dos Estados Unidos, Donald Rumsfeld, tinha como objetivo realizar operações no Afeganistão o mais rápido possível, e partir o mais rápido possível. Assim, ele desejava se concentrar em operações cinéticas de contra-terrorismo e construir um novo exército afegão.

### Pós-Operação Anaconda
Após a batalha de Shahi-Kot, combatentes da al-Qaeda estabeleceram santuários na fronteira com o Paquistão, onde recuperaram sua força e, em seguida, começaram a realizar ataques transfronteiriços contra as forças da coalizão durante os meses de verão de 2002. Unidades de guerrilha, numerando entre 5 e 25 homens, cruzavam regularmente a fronteira para disparar foguetes nas bases da coalizão, emboscar comboios e patrulhas e assaltar organizações não-governamentais. A área em torno da base de Shkin, na província de Paktika, viu algumas das atividades mais pesadas.
Os combatentes do Taliban permaneceram escondidos nas regiões rurais de quatro províncias do sul: Kandahar, Zabul, Helmand e Uruzgan. Depois da Operação Anaconda o Departamento de Defesa solicitou que fossem implantados Royal Marines britânicos, altamente treinados em guerra de montanha. Em resposta, o Comando 45 foi implantado sob o codinome operacional "Operação Jacana" em abril de 2002, que realizaria missões (incluindo a Operação Snipe, Operação Condor e Operação Buzzard) ao longo de várias semanas, com resultados variados. O Taliban evitou combate .

## Consequências
Vários eventos, tomados em conjunto, no início de 2002 podem ser vistos como o fim da primeira fase dos Estados Unidos liderando a guerra no país. O primeiro foi a dispersão dos principais grupos do Talibã e da al Qaeda após o fim da Operação Anaconda. Nos Estados Unidos, em fevereiro de 2002, foi tomada a decisão de não expandir as forças de segurança internacionais para além de Cabul. Finalmente, o presidente Bush faz seu discurso no Instituto Militar da Virgínia, em 17 de abril de 2002, invocando a memória do general George Marshall, enquanto falava da reconstrução do Afeganistão, que resultou na discussão de um "Plano Marshall" para o Afeganistão. A decisão contrária a uma expansão significativa da presença internacional e da ajuda ao desenvolvimento foi visto mais tarde pelos historiadores como um erro grave. A evitação de grandes forças que poderiam suscitar os afegãos contra os Estados Unidos foi posteriormente visto como uma falácia. No entanto, o crescente comprometimento com o Iraque estava absorvendo mais e mais recursos, o que, em retrospectiva, teria feito o comprometimento desses recursos para o Afeganistão impossível.